# Miss Univers 1977
 (octobre 2019).
Si vous disposez d'ouvrages ou d'articles de référence ou si vous connaissez des sites web de qualité traitant du thème abordé ici, merci de compléter l'article en donnant les références utiles à sa vérifiabilité et en les liant à la section « Notes et références ».
Miss Univers 1977, 26e édition du concours de Miss Univers a lieu le 16 juillet 1977, au Théâtre national, à Saint-Domingue, en République dominicaine. 
Janelle Commissiong, Miss Trinité-et-Tobago, âgée de 24 ans, remporte le prix.

## Résultats
| Classement final  | Candidates |
| ----------------- | --- |
| Miss Univers 1977 | - Trinité-et-Tobago - Janelle Commissiong |
| 1re dauphine      | - Autriche - Eva Maria Düringer |
| 2e dauphine       | - Écosse - Sandra Bell |
| 3e dauphine       | - Colombie - Aura María Mojica Salcedo |
| 4e dauphine       | - Allemagne - Marie-Luise Gassen |
| Top 12            | - Argentine - Maritza Elizabet Jurado - République dominicaine - Blanca Aurora Sardiñas - Pays-Bas - Ineke Berends - Nicaragua - Beatriz Obregón Lacayo - Espagne - Luz María Polegre Hernández - États-Unis - Kimberly Tomes - Venezuela - Cristal Montañez |

## Prix spéciaux
| Prix                      | Candidates                                                                                     |
| ------------------------- | ---------------------------------------------------------------------------------------------- |
| Meilleur costume national | - Corée du Sud - Kim Sung-Hee - Uruguay - Adriana María Umpierre Escudero - Liban - Hyam Saadé |
| Miss Congénialité         | - Canada - Pamela Mercer                                                                       |
| Miss Photogénique         | - Trinité-et-Tobago - Janelle Commissiong                                                      |

## Ordre d'annonce des finalistes
| 1. Écosse 2. Trinité-et-Tobago 3. États-Unis 4. Allemagne 5. Venezuela 6. Autriche 7. Espagne 8. Argentine 9. Nicaragua 10. Colombie 11. Pays-Bas 12. République dominicaine | 1. Allemagne 2. Écosse 3. Autriche 4. Trinité-et-Tobago 5. Colombie |

## Candidates
| - Antigua - Sheryl Ann Gibbons - Argentine – Maritza Elizabet Jurado - Aruba – Margareth Eldrid Oduber - Australie – Jill Maree Minaham - Autriche - Eva Maria Duringer - Bahamas - Paulette Rosetta Ogylvie Borghardt - Barbade - Margaret Sonia Rouse - Belgique - Claudine Marie Vasseur - Belize - Dora Maria Phillips - Bermudes - Connie Marie Frith - Bolivie - Liliana Gutiérrez Paz - Brésil - Cássia Janys Moraes Silveira - Îles Vierges britanniques - Andria Dolores Norman - Canada - Pamela Mercer - Chili - Priscilla Raquel Brenner - Colombie - Aura María Mojica Salcedo - Costa Rica - Claudia Maria Garnier Arias - Curaçao - Regine Tromp - Danemark - Inge Eline Erlandsen - République dominicaine - Blanca Aurora Sardiñas - Équateur - Lucía del Carmen Hernández Quiñones - El Salvador - Altagracia Arévalo - Angleterre - Sarah Louise Long - Finlande - Armi Anja Orvokki Aavikko - France - Véronique Fagot - Guyane - Evelyne Randel - Allemagne - Marie-Luise Gassen - Grèce - Maria Spantidaki - Guadeloupe - Catherine Reinette - Guam - Lisa Ann Caso - Haïti - Françoise Elie - Pays-Bas - Ineke Berends - Honduras - Carolina Rosa Rauscher Sierra - Hong Kong - Loletta Chu Ling-Ling - Islande - Kristjana Þrainsdóttir - Inde - Bineeta Bose - Indonésie - Siti Mirza Nuria Arifin - Irlande - Jakki Moore - Israël - Zehava Vardi - Italie - Paola Biasini | - Japon - Kyoko Sato - Corée du Sud - Kim Sung-Hee - Liban - Hyam Saadé - Liberia - Welma Albertine Wani Campbell - Malaisie - Leong Li Ping - Malte - Jane Benedicta Saliba - Mauritius - Danielle Marie Françoise Bouic - Mexique - Felicia Mercado - Nouvelle-Zélande - Donna Anne Schultze - Nicaragua - Beatriz Obregón Lacayo - Mariannes du Nord - Margarita Benavente Camacho - Norvège - Åshild Jenny Ottesen - Panama - Marina Valenciano - Papouasie-Nouvelle-Guinée - Sayah Karakuru - Paraguay - María Leticia Zarza Perriet - Pérou - María Isabel Frías Zavala - Philippines - Anna Lorraine Tomas Kier - Porto Rico - Maria del Mar Rivera - La Réunion - Yolaine Morel - ASA - Virginia Caroline Suka - Écosse - Sandra Bell - Singapour - Marilyn Choon May Sim - Afrique du Sud - Glynis Dorothea Fester - Espagne - Luz María Polegre Hernández - Sri Lanka - Sobodhini Nagesan - Saint-Christophe - Annette Emelda Frank - Sainte-Lucie - Iva Lua Mendes - Saint-Martin - Marie Madeleine Boirard - Surinam - Marlene Roesmienten Saimo - Suède - Birgitta Lindvall - Suisse - Anja Kristin Terzi - Tahiti - Donna Aunoa - Thaïlande - Laddawan In-Yah - Trinité-et-Tobago - Janelle Penny Commissiong - Uruguay - Adriana María Umpierre Escudero - États-Unis - Kimberly Louise Tomes - Venezuela - Cristal del Mar Montáñez Arocha - Îles Vierges américaines - Denise Naomi George - Pays de Galles - Christine Anne Murphy - Yougoslavie - Ljiljana Sobajić |

## Juges
| - Armando Bermudez - Roberto Cavalli - Linda Cristal - Robert Evans - Oscar de la Renta - Yuri Geller | - Howard W. Koch - Marisol Malaret - Gordon Parks - Vidal Sassoon - Dionne Warwick - Wilhelmina Cooper |